# Rufa

Kształty rufy jednostek mniejszych

Rufa – tylna część jednostki pływającej, zarówno w jej części nawodnej, jak i podwodnej. Istnieje wiele rodzajów form konstrukcyjnych ruf. Wraz z rozwojem żeglugi ulegały one modyfikacjom zarówno ze względu na wykorzystywany materiał, przeznaczenie statku, jak i panującą w danych czasach modę. Rufa może być zakończona pawężą zorientowaną prostopadle względem lustra wody lub pochyloną w kierunku rufy, czy dziobu jednostki. Rufa może wystawać nad powierzchnię wody, tworząc nawis rufowy.

## Formy rufy
- rufa ostra (szpicgat) – inaczej tylnicowa lub skandynawska. Burty zbiegają się przy rufie, tworząc tzw. tylnicę. Rozwiązanie tego typu wywodzi się ze Skandynawii i zapewnia dużą dzielność.
- rufa płaska (platgat) – rozwiązanie z pionową pawężą.
- rufa konchowa – wywodzi się z XIX-wiecznych żaglowców. Rozwiązanie to wykorzystuje połączenie pawęży oraz nawisu rufowego. Może przybierać formy różniące się kątem nachylenia pawęży oraz jej wielkością. Istnieje rodzaj rufy konchowej o znacznym wydłużeniu i zastąpionej pawęży litym blokiem.
- rufa kanu – inaczej koncha ostra. Jest koncepcją pośrednią między rufą konchową a rufą ostrą. Zastosowana po raz pierwszy na łodziach wikingów.
- rufa retrousse – nazywana inaczej rufą odwróconą lub rufą ujemną. Zakończona jest trójkątnym przekrojem nachylonym w kierunku dziobu. To najpowszechniejsze rozwiązanie zarówno wśród jednostek regatowych, jak i turystycznych.

Niektóre jednostki posiadają identyczny dziób i rufę, co zapewnia jednakowe warunki pływania w obu kierunkach:
- promy rzeczne nie muszą wówczas się obracać w celu zmiany kierunku płynięcia,
- żaglowce z jednym pływakiem bocznym (proa) pływają jednym halsem zamieniając przy zwrocie dziób z rufą.